# Fredrik Modin (cyclisme)
Pour le joueur suédois de hockey sur glace, voir Fredrik Modin.
Fredrik Modin, né le 5 avril 1980 à Ludvika,, est un coureur cycliste suédois. Brillant en VTT cross-country, il est devenu champion national de Suède en 2005. Il a également terminé troisième du championnat du monde juniors en 1998 dans cette discipline. Sur route, il a notamment remporté une étape de la Cinturón a Mallorca en 2002.

## Palmarès
- 2002
  - 5e étape de la Cinturón a Mallorca
  - 3e du Tour d'Estrémadure
  - 3e du Tour de Suède
- 2004
  - 4e étape du Tour de Castellón
  - 2e du Tour de Castellón
  - 2e de la Skandisloppet

## Palmarès en VTT

### Championnats du monde
- Mont Sainte-Anne 1998
  -  Médaillé de bronze du cross-country juniors

### Championnats d'Europe
- Silkeborg  1997
  -  Médaillé de bronze du cross-country juniors

### Championnats des Pays nordiques
- Skövde 1997
  -  Médaillé de bronze du cross-country juniors

### Championnats nationaux
- 2005
  -  Champion de Suède de cross-country